# Jayapura
Jayapura (antica Hollandia) è una città dell'Indonesia posta sulla costa settentrionale della grande isola di Nuova Guinea detta Irian Jaya in lingua locale. È il capoluogo della provincia di Papua e con una popolazione di circa 200 000 abitanti è anche uno dei centri urbani principali dell'isola.

## Storia
Venne fondata dagli olandesi con il nome di Hollandia e mantenne questo nome dal 1910 al 1962, successivamente prese anche il nome di Kota Baru e poi Sukarnopura in onore del presidente Sukarno, uno dei padri fondatori dello stato indonesiano. Il nome odierno in sanscrito significa "città della vittoria".

## Amministrazione
Jayapura è una città con lo status di reggenza. È suddivisa in 4 kecamatan:
- Abepura
- Jayapura Selatan
- Jayapura Utara
- Muara Tam

### Gemellaggi
- Port Moresby

## Sport
La città è sede del Persipura, squadra di calcio 4 volte campione d'Indonesia in Indonesia Super League. Gioca le sue partite casalinghe al Mandala Stadium.

## Infrastrutture e trasporti
È servita dall'Aeroporto Internazionale di Sentani, sul lago Sentani.
È collegata col confine con la Papua Nuova Guinea da una strada che procede poi fino a Vanimo in quest'ultima e dall'altra parte collega la città a Sarmi e Wamena.

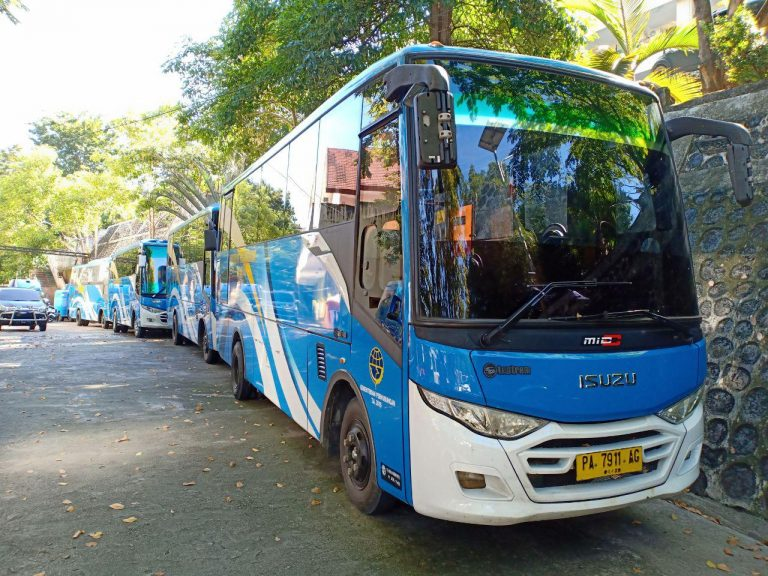
Autobus della Transmetro Jayapura

Esistono 4 linee di autobus attive dal 2019 con 5 unità in totale a disposizione.